# 부안경찰서
부안경찰서(扶安警察署, Buan Police Station)는 전북특별자치도경찰청이 관할하는 경찰서 중 하나이다. 전북특별자치도 부안군 일대를 관할한다. 전북특별자치도 부안군 행안면 염소로 33번지에 위치하고 있다.
서장은 총경으로 보한다.

## 기본 정보
- 주소: 전북특별자치도 부안군 행안면 염소로 33
- 우편번호: 56303

## 관할 파출소 및 지구대
| 명칭       | 사진 | 주소               | 관할구역               | 치안센터                  |
| ---------- | ---- | ------------------ | ---------------------- | ------------------------- |
| 서림지구대 |      | 부안읍 석정로 154  | 부안읍, 동진면, 행안면 | 행안치안센터 동진치안센터 |
| 하서파출소 |      | 하서면 하서길 52   | 하서면                 |                           |
| 격포파출소 |      | 변산면 격포로 180  | 변산면                 |                           |
| 상서파출소 |      | 상서면 부안로 1991 | 상서면                 |                           |
| 진서파출소 |      | 진서면 청자로 966  | 진서면                 |                           |
| 보안파출소 |      | 보안면 부안로 1154 | 보안면                 |                           |
| 줄포파출소 |      | 줄포면 줄포1길 4   | 줄포면                 |                           |
| 주산파출소 |      | 주산면 선돌로 325  | 주산면                 |                           |
| 계화파출소 |      | 계화면 간재로 399  | 계화면                 |                           |
| 위도파출소 |      | 위도면 위도로 247  | 위도면                 |                           |
| 백산파출소 |      | 백산면 백산로 335  | 백산면                 |                           |